# Violencia política contra las mujeres en México
La violencia política contra las mujeres en México está reconocida en el Protocolo para Atender la Violencia Política Contra las Mujeres publicado en 2016 por el Tribunal Electoral del Poder Judicial de la Federación. Se identifica como un tipo de violencia de género que comprende todas aquellas acciones y omisiones -incluida la tolerancia- que basadas en elementos de género y dadas en el marco del ejercicio de derechos político-electorales, tengan por objeto o resultado menoscabar o anular el reconocimiento, goce y/o ejercicio de los derechos políticos o de las prerrogativas inherentes a un cargo público.

## Orígenes
La violencia política contra las mujeres es un problema mundial que tiene especial incidencia en diferentes países de África y el Sudeste Asiático. América Latina ha sido una de las regiones más afectadas por este fenómeno, derivado de las condiciones desiguales en que hombres y mujeres acceden al poder. Uno de los objetivos de la violencia política contra las mujeres es intimidarlas, excluirlas y eliminar su participación. Para Aimée Vega (2008) la relación de las mujeres con la política es compleja por su no pertenencia y/o expulsión histórica de la política hegemónicamente masculina.  En América Latina el concepto de violencia política apareció en el año 2000 en Bolivia cuando varias concejalas se reunieron en un seminario en la Cámara de Diputados para discutir reportes en relación con el acoso y la violencia contra las mujeres en municipios rurales.
Fue hasta el año 2015, que se estableció la Declaración sobre la Violencia y el Acoso políticos contra las mujeres, la cual tuvo lugar en Lima Perú. Entre sus principales preceptos encontramos: Impulsar normas, programas y medidas para la prevención y reparación de los actos de violencia, Impulsar la investigación y la generación de datos para la atención adecuada de la víctimas, promoción de políticas públicas que faciliten la igualdad sustantiva, fortalecimiento de liderazgos y permanencia en los espacios de toma de decisiones, protección de los derechos político-electorales de la ciudadanía y alentar a los medios, empresas publicitarias y redes sociales a que incorporen códigos de ética que presenten a las mujeres de forma justa, respetuosa, amplia y variada, eliminando estereotipos sexistas, descalificadores e invisibilizadores de su protagonismo y liderazgo.
En México tras el violento periodo electoral de 2015 y la ausencia de un marco jurídico, surge la necesidad de contrarrestar los obstáculos que las mujeres enfrentan en el ejercicio de sus derechos político-electorales, lo cual tuvo como resultado, la publicación del Protocolo para Atender la Violencia Política Contra las Mujeres, que incluyó la colaboración de: Tribunal Electoral del Poder Judicial de la Federación (TEPJF), Instituto Nacional Electoral (INE), Fiscalía Especializada para Atender Delitos Electorales (FEPADE) y distintas instituciones. La finalidad de este protocolo fue contar con un instrumento que señala las obligaciones y modos de actuación de las instituciones competentes, así como los derechos de las víctimas.

## Marco jurídico

### Normas Internacionales
- Convención Americana sobre Derechos Humanos
- Convención sobre los Derechos Políticos de la Mujer
- Convención sobre la Eliminación de Todas las Formas de Discriminación contra la Mujer
- Protocolo de San Salvador
- Convención Interamericana para prevenir, sancionar y erradicar la violencia contra la mujer
- Carta Democrática Interamericana
- Carta Social de las Américas
- Declaración de Pachuca "Fortalecer los esfuerzos de prevención contra las mujeres"
- Declaración sobre la Violencia y el Acoso Políticos contra las Mujeres

### Normas Mexicanas
La violencia política contra las mujeres en México, aún no se encuentra tipificada; sin embargo, existe un conjunto de disposiciones nacionales que proporcionan herramientas de actuación frente a este tipo de violencias, entre las que se encuentran:
- Ley General de Acceso de las Mujeres a una Vida Libre de Violencia
- Ley General para la Igualdad entre Mujeres y Hombres
- Protocolo para Atender la Violencia Política contra las Mujeres

## Tipos de violencias políticas contra las mujeres
La violencia política contra las mujeres tiene diferentes manifestaciones y características. Para Dalia Barrera y Georgina Cárdenas (2016), este tipo de violencia se entrecruza con manifestaciones del machismo que caracteriza la cultura política, que predomina en los partidos y los espacios sociales y políticos del país, así como las prácticas cotidianas de la lucha política. Existe un debate sobre la forma en que este tipo de violencia tiene que ser nombrada; al respecto, Mona Lena Krook y Juliana Restrepo Sanín señalan que, la violencia contra las mujeres en política es parte de la violencia contra las mujeres en elecciones, pero no solo en elecciones, sino que trasciende el periodo de contienda electoral, para instaurarse en los diferentes momentos del ejercicio político.
- Violencia contra las mujeres en elecciones: Acciones dirigidas contra las mujeres candidatas, activistas y votantes durante el proceso electoral.[3]
- Violencia contra las mujeres en política: Acciones cometidas contra mujeres durante las campañas electorales y después de éstas, cuando las mujeres asumen posiciones políticas.[3]

La violencia política contra las mujeres incluye diferentes expresiones, entre ellas encontramos: hostigamiento, presión, agresión física, psicológica y sexual, amenazas, secuestro y Feminicidio. Todos estos, les recuerdan a las mujeres cuál es su posición, con respecto al orden de género establecido y a la división sexual del trabajo.
Hemos visto muchos casos de este tipo de violencia, desde asesinatos, amenazas e intimidaciones, difamación y hasta una "simple" exclusión de la misma política, solo por el hecho de ser mujer; una noticia muy famosa en México, fue el asesinato de la alcaldesa de Temixco, Morelos, en sus primeras horas en función, Gisela Raquel Mota Ocampo, fue asesinada por un grupo de matones que entró a su domicilio gritando y preguntando por ella y frente a su familia en la sala de su casa, fue acribillada, según dijeron las fuentes oficiales; una excandidata en Chiapas, Alamilla Vicente fue amenazada de muerte vía mensaje de celular, después de ser agredida físicamente, dicho y denunciado por ella; en Sonora la candidata Claudia Pavlovich fue difamada en un spot de radio y televisión y la Comisión de Quejas y denuncias del INE ordenó sacarlo del aire; y exclusiones de las mujeres hemos visto muchas, no solo en México sino en todo el mundo.

## Formas de identificación de la violencia política contra las mujeres
Es importante distinguir entre los diferentes tipos de violencia, ya que no toda la violencia en contra de las mujeres se ejerce en función del género. Para Donat y D´Emilio (1992) la violencia que se ejerce contra las mujeres por ser mujeres, se fundamenta en la imposición de roles de género y en el mantenimiento del statu quo de la dominación, subordinación y control de las mujeres.  Los elementos que permiten establecer actos de violencia en función de género son:
1. Las agresiones están orientadas en contra de las mujeres por su condición de mujer y por lo que representan simbólicamente.
2. La violencia afecta de forma diferenciada y desproporcionada a hombres y mujeres.

## Instituciones que atienden la violencia política
Identificar la violencia política contra las mujeres permite proteger los derechos político-electorales de las mismas, para ello es importante conocer las diferentes instancias que tienen entre sus atribuciones la prevención y erradicación de cualquier tipo de violencia en su contra y por razón de género. Las instancias competentes a nivel federal son:
- Instituto Nacional Electoral (México)
- Fiscalía Especializada para la Atención de los Delitos Electorales
- Tribunal Electoral del Poder Judicial de la Federación
- Subsecrataría de Derechos Humanos de la Secretaría de Gobernación
- Comisión Ejecutiva de Atención a Víctimas
- Fiscalía Especial para los Delitos de Violencia contra las Mujeres y la Trata de Personas
- Comisión Nacional para Prevenir y Erradicar la Violencia Contra las Mujeres (México)
- Instituto Nacional de las Mujeres (México)

En el nivel local existen diferentes instancias que brindan asesoría y acompañamiento a las mujeres víctimas de violencia política; además, a nivel nacional se cuenta con la Comisión Nacional de los Derechos Humanos (México) y el Consejo Nacional para Prevenir la Discriminación, los cuales fungen como apoyo a las víctimas.